# Glorieta de Rodríguez Marín (Sevilla)

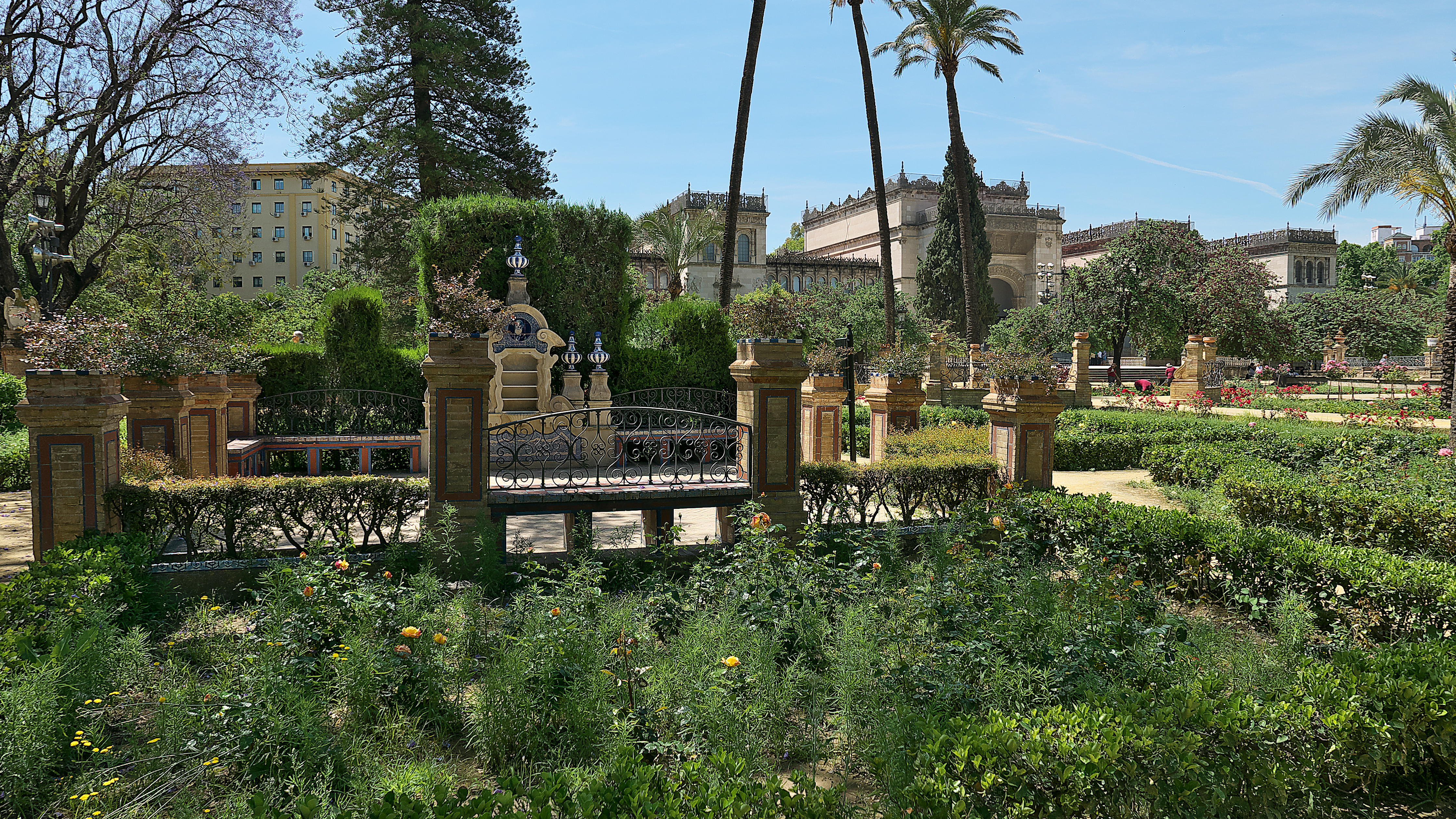
In memoriam de Francisco Rodríguez Marín (1855-1943)

La glorieta de Rodríguez Marín, está localizada en la Plaza de América, que forma parte del Parque de María Luisa de Sevilla.
Es un pequeño espacio cuadrado con forma de patio sevillano, situado frente a la Glorieta de Cervantes, (parte de la obra de Rodríguez Marín está dedicada a Don Quijote), justo al lado de la puerta de entrada al Pabellón Real, contiene una pequeña fuente con reminiscencias árabes y los azulejos que decoran el espacio contiene fragmentos de su obra, entre anaqueles se puede ver una reproducción del autor también en azulejo.